# Cassonetto

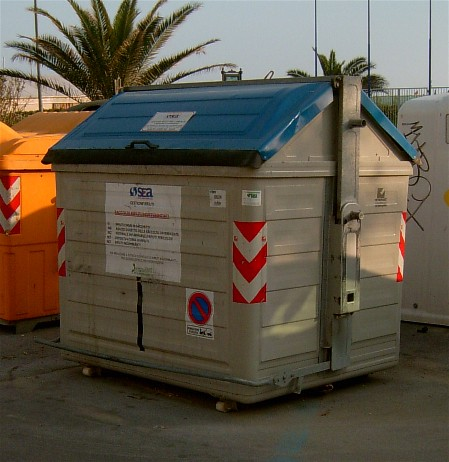
Un cassonetto per la raccolta dei RSU

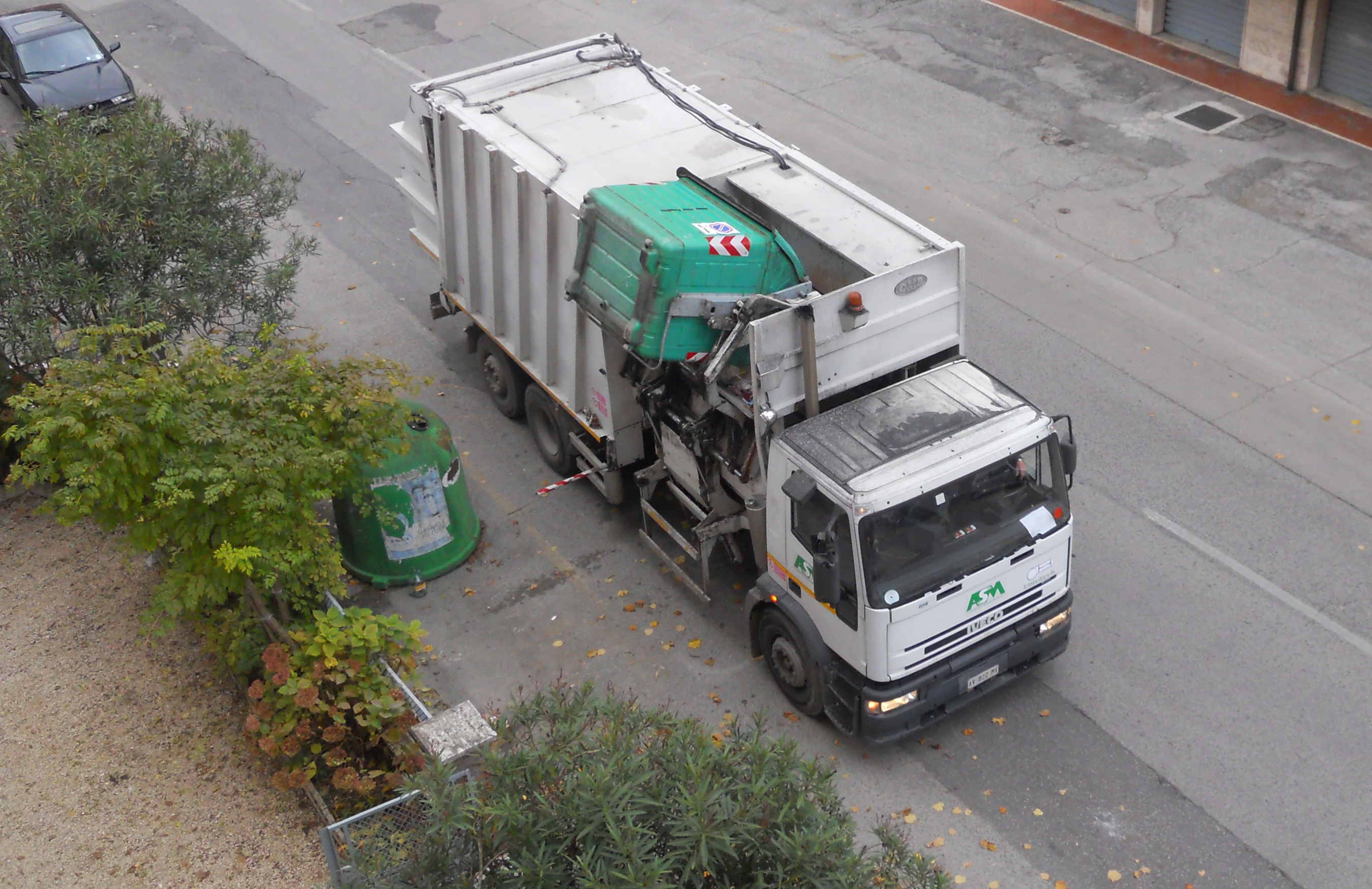
Un camion mentre svuota un cassonetto

Un cassonetto è un contenitore di materiale metallico o plastico utilizzato per la raccolta dei rifiuti.

## Caratteristiche
Viene utilizzato nella raccolta dei rifiuti in ambito urbano. Può essere utilizzato per la raccolta della frazione non riciclabile dei rifiuti o per la raccolta di qualche frazione riciclabile dei rifiuti.
Nella raccolta differenziata i cassonetti raccolgono prevalentemente i rifiuti di plastica, carta, alluminio e acciaio; più raramente viene raccolta la frazione verde, mentre i rifiuti di vetro sono spesso raccolti nelle apposite campane.